# Roskilde Domsogn
Roskilde Domsogn 

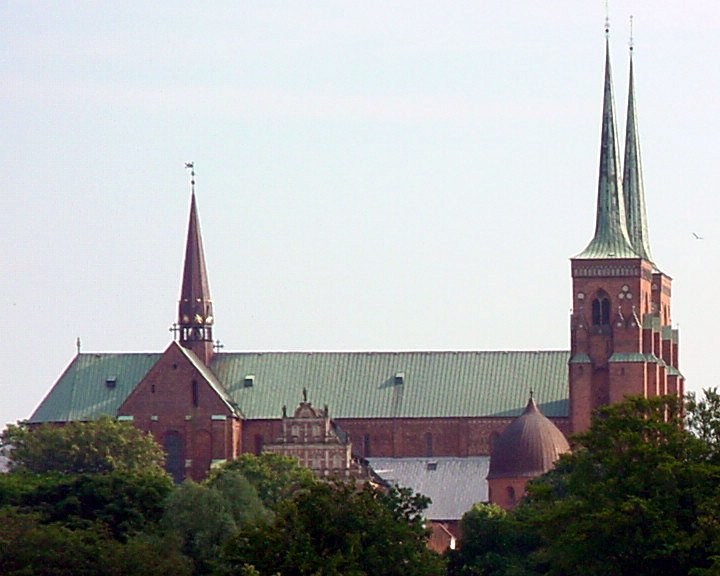
Roskilde Domkirke

ist eine Kirchspielsgemeinde (dän.: Sogn) in der Stadt Roskilde auf der Insel Sjælland im südlichen Dänemark. Bis 1970 gehörte sie zur Harde Sømme Herred im damaligen Københavns Amt (bis 1808: Roskilde Amt), danach zur Roskilde Kommune im „neuen“ Roskilde Amt, die im Zuge der  Kommunalreform zum 1. Januar 2007 in der „neuen“ Roskilde Kommune in der Region Sjælland aufgegangen ist.
Von den 52.580 Einwohnern von Roskilde leben 19.786 im Kirchspiel Roskilde Domsogn (Stand: 1. Januar 2023).
Im Kirchspiel liegen die Kirchen Roskilde Domkirke, „Gammel Vor Frue Kirke“ (dt.: Alte Kirche Unserer Frau), ferner der „Hellig Kors kirkesal“ und Ruinen der aufgegebenen „Sankt Laurentii Kirke“.
Nachbargemeinden sind im Westen Svogerslev Sogn, im Norden Sankt Jørgensbjerg Sogn und Himmelev Sogn und im Süden Vindinge Sogn, Roskilde Søndre Sogn und Vor Frue Sogn, ferner in der östlich gelegenen Høje-Taastrup Kommune Fløng Sogn und in der westlich gelegenen Lejre Kommune Glim Sogn.